# Морфо
Морфо (лат. Morpho) — род тропических дневных бабочек из семейства нимфалид (Nymphalidae). По различным классификациям к роду относят от 29 до 84 видов, которые по окраске крыльев разделяют на несколько подгрупп.

## Описание
Морфо относятся к самым заметным насекомым тропических лесов Амазонии. Крупные дневные бабочки с большими широкими крыльями, относительно которых тело кажется маленьким, иногда несоразмерно коротким. Размах крыльев от около 9 см у Morpho portis до 18 см у самых крупных видов рода Morpho hecuba и Morpho cisseis. Окраска верхней стороны крыльев некоторых видов, например, Morpho anaxibia, Morpho menelaus, Morpho cypris и Morpho rhetenor, синяя или голубая, Morpho aega — аквамариново-голубая, переливающаяся в зависимости от угла зрения синим, сине-зелёным, золотисто-зелёным и глубоким фиолетовым цветами с сильным металлическим блеском. Такая окраска получается вследствие того, что с верхней стороны крылья этих бабочек покрыты оптическими чешуйками, причем нижняя часть оптических пластинок пигментирована; пигмент не пропускает свет и тем самым придаёт большую яркость интерференционной окраске ребер. У самцов, например, Morpho cypris, блеск крыльев чрезвычайно силён и производит впечатление полированного металла. В сочетании с крупными размерами этих бабочек это приводит к тому, что при ярком солнечном освещении каждый взмах крыла виден на расстоянии в треть километра. У некоторых подвидов Morpho rhetenor и Morpho cypris на синем фоне расположены поперечные белые или светло-кремовые полосы в виде перевязей и ряды белых пятен. Крылья Morpho sulkowskyi и Morpho lympharis сверху перламутрового и жемчужно-белого цветов, Morpho epistrophus epistrophus — беловато-лимонные с жемчужным блеском, Morpho polyphemus — лилейно-белые. У Morpho deidamia, Morpho helenor и Morpho achilles на тёмном фоне расположены яркие голубые, зеленоватые и сиреневые полосы с металлическим блеском. У Morpho hecuba и Morpho cisseis, самых крупных бабочек рода, крылья с чёрно-голубым или красно-коричневым узором. В окраске самцов и самок Morpho telemachus преобладают коричневые тона, без синего цвета. У морфо, у которых самцы с синими крыльями, ярко выражен половой диморфизм: самки этих видов часто окрашены в жёлто-бежевые и серо-коричневые цвета. Половой диморфизм у морфо может быть выражен также и в размерах. Например, у Morpho cypris размах крыльев у самцов около 12 см, в то время как самки намного крупнее — до 16 см в размахе. В то же время, самцы и самки Morpho portis внешне почти не отличаются друг от друга.
Блестящая с металлическим отблеском крыльев окраска целиком оптическая, в её основе лежит преломление света. В чешуйках крыльев возникает тонкослойная интерференция. Пигмент в нижней части чешуек не пропускает свет и придаёт большую яркость интерференционной окраске. Лучи света, проходя через чешуйки, отражаются как от их внешних, так и от внутренних поверхностей, и в результате два отражённых луча накладываются и усиливают друг друга.

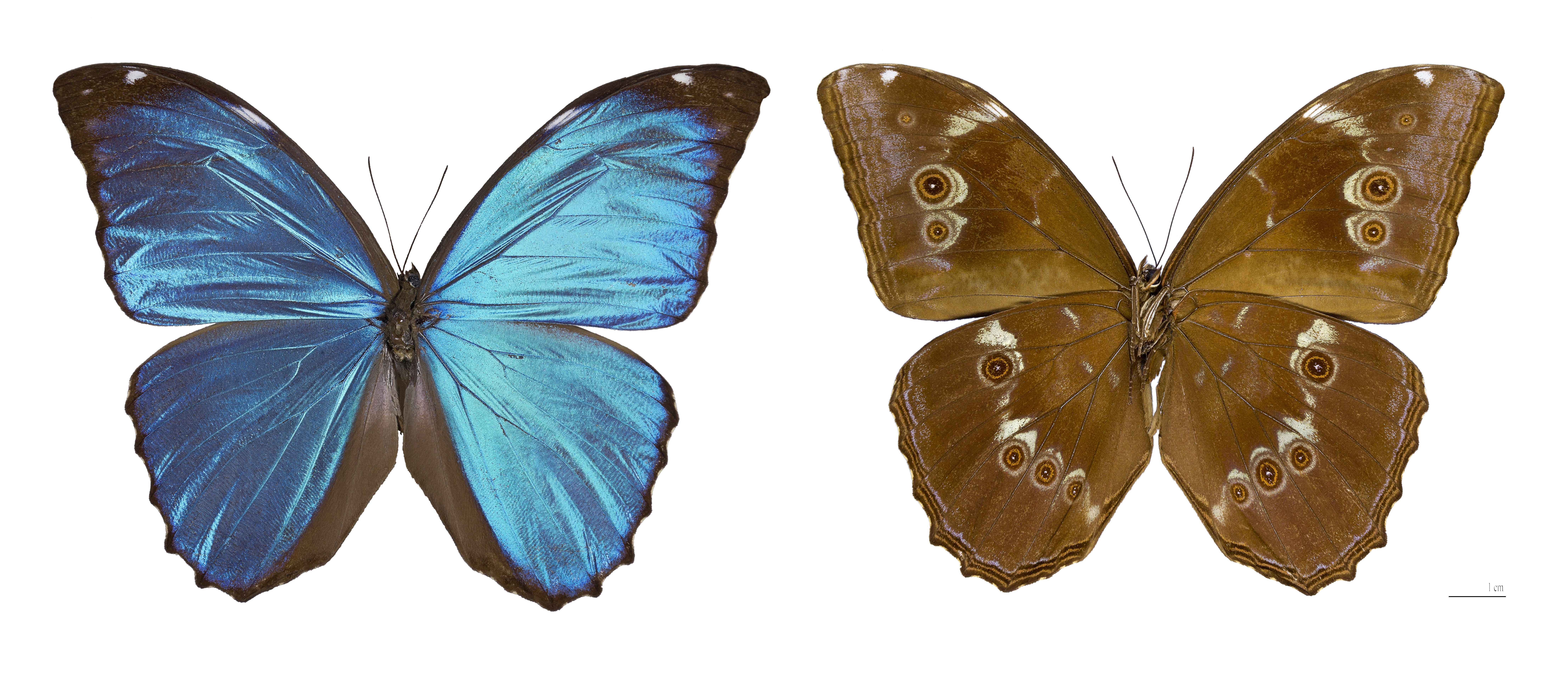
Верхняя и нижняя стороны крыльев самца Morpho menelaus

Нижняя сторона передних и задних крыльев имеет криптическую окраску, она преимущественно тёмная, окрашенная в основном в различные оттенки коричнево-бурого цвета. По основному фону нижней стороны крыльев разбросаны многочисленные чёткие концентрические глазчатые пятна с белым центром. Присаживаясь на ветви деревьев или на землю и складывая крылья, бабочки становятся похожими на сухие листья. Считается, что хищников сбивает с толку такая разница в окраске верхней и нижней сторон крыльев — заметив яркую голубую бабочку, птица устремляется за ней в погоню, но, догнав, натыкается на другую, коричневую, после чего летит дальше, а бабочке удаётся скрыться.
По сравнению с большими крыльями тело бабочек кажется маленьким. При такой относительно небольшой мышечной массе морфо могут подолгу летать с высокой скоростью. Несмотря на крупные размеры, эти бабочки способны ловко маневрировать в густых лесах. Бабочки Morpho menelaus в полёте не делают много взмахов, чаще планируя на раскрытых крыльях. Однако при опасности они наоборот часто взмахивают крыльями. Хищникам трудно их поймать.

## Ареал и места обитания
Американский экваториально-тропический широкоареальный род. Ареал рода охватывает всю тропическую зону Центральной и Южной Америки от севера Мексики до севера Аргентины, Парагвая и Уругвая. Вид Morpho helenor, самый широко распространённый и полиморфный вид рода, помимо материковой части Центральной и Южной Америки встречается также на островах Тринидад и Тобаго (подвид Morpho helenor insularis). Обитают в основном во влажных тропических лесах. Некоторые виды поднимаются достаточно высоко в горы, например Morpho theseus летает в лесах, расположенных на горных склонах на высоте до 2000 м над уровнем моря, Morpho amphitryon — в джунглях на восточных склонах перуанских и боливийских Анд на высоте до 2500 м, а Morpho sulkowskyi распространена в Андах до высоты 2700 метров.

## Биология
Взрослые бабочки морфо встречаются почти круглый год. Самцы морфо обычно летают вдоль освещённых солнцем лесных опушек и прогалин, просек, тропинок и дорог, встречаются на лесных полянах и по берегам рек, летают над кронами деревьев, в то время как самки чаще всего держатся у крон деревьев. Летают на большой высоте, некоторые из них вообще не опускаются ниже, чем на 6 м. Бабочки Morpho theseus активны на рассвете, Morpho polyphemus также летают утром, Morpho menelaus активны с раннего утра и оживлённо летают пока солнце находится в зените. Самцы Morpho cypris также особенно активны, когда солнце стоит в зените — с 10:30 до 13:00 часов. В это время окраска их крыльев особенно яркая, поскольку солнечный свет падает на них прямо. В то же время, Morpho portis летают в основном ближе к вечеру и обычно низко над землёй, разыскивая опавшие перезревшие плоды, соком которых питаются. В сухую жаркую погоду бабочки иногда опускаются на влажные участки земли.
Самцы Morpho polyphemus территориальны, они занимают участок, с которого прогоняют других самцов, причём не только своего вида, но и других видов с белой окраской, например, бабочек из семейства белянок.

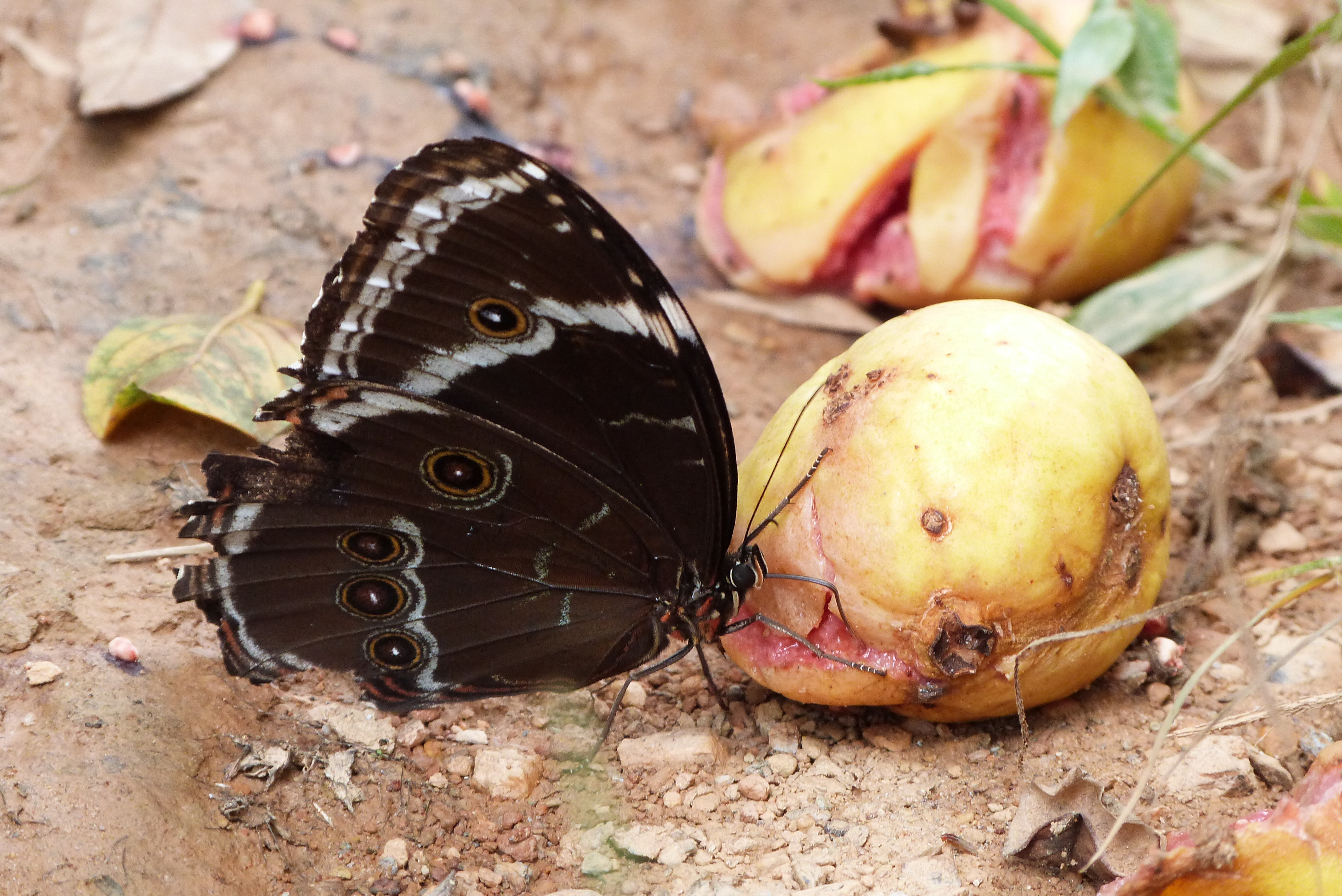
Самец морфо сосёт сок упавшего переспевшего плода

Питаются взрослые морфо соком перезревших и опавших гниющих плодов и забродившим соком деревьев, вытекающим из повреждённых стволов. К цветочному нектару и цветам в целом эти крупные бабочки абсолютно равнодушны. Когда бабочки питаются, они складывают крылья вертикально, пряча их яркую верхнюю сторону и становясь почти полностью незаметными благодаря тёмно-коричневому узору на нижней стороне крыльев.
Самцы более активны, часто летают; самки же предпочитают держаться в верхушках деревьев, крайне редко спускаются к земле. Морфо каждого вида летают в определённое время дня, а продолжительность ежедневной активности не превышает двух часов.

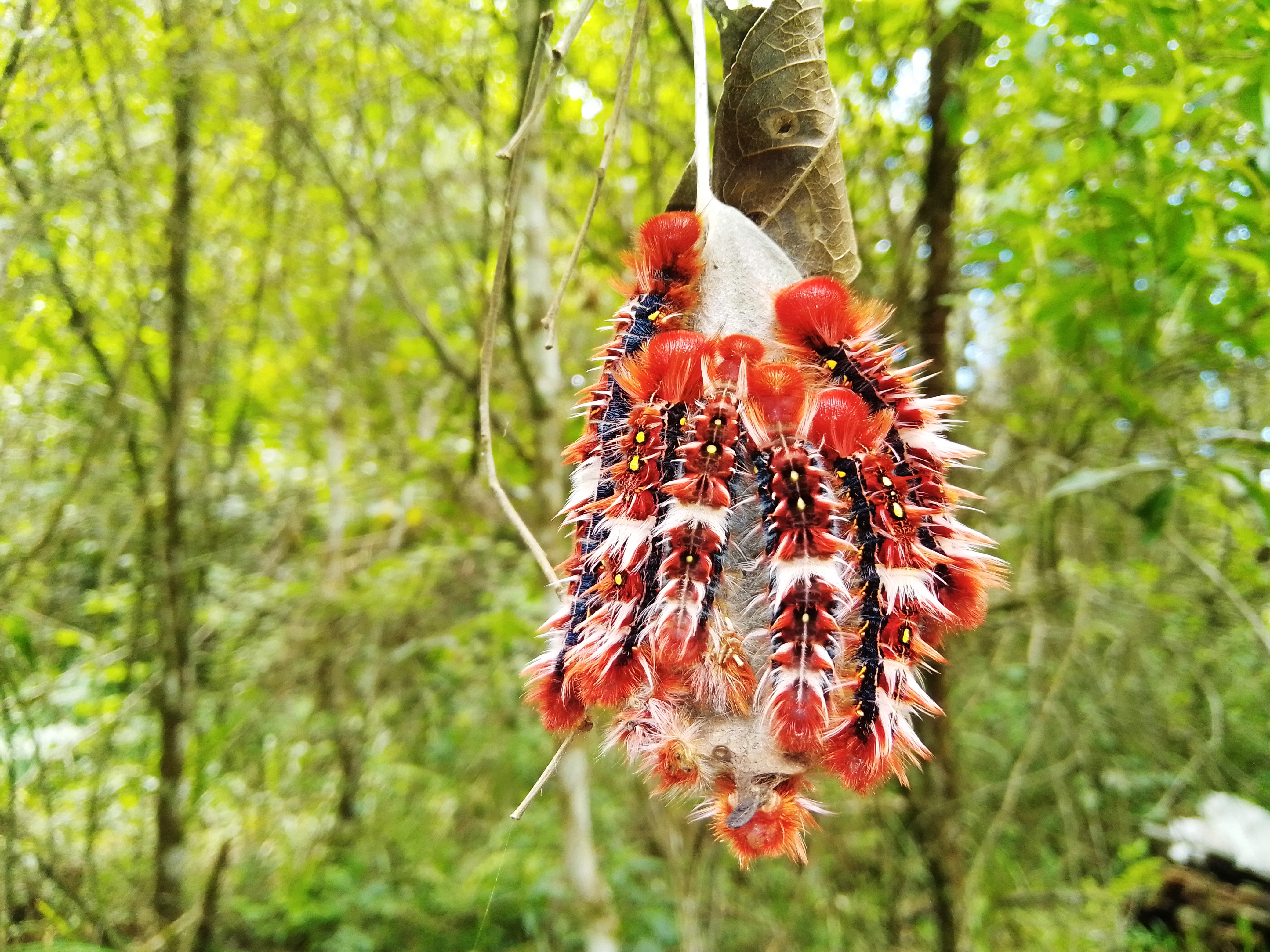
Сообщество гусениц Morpho epistrophus

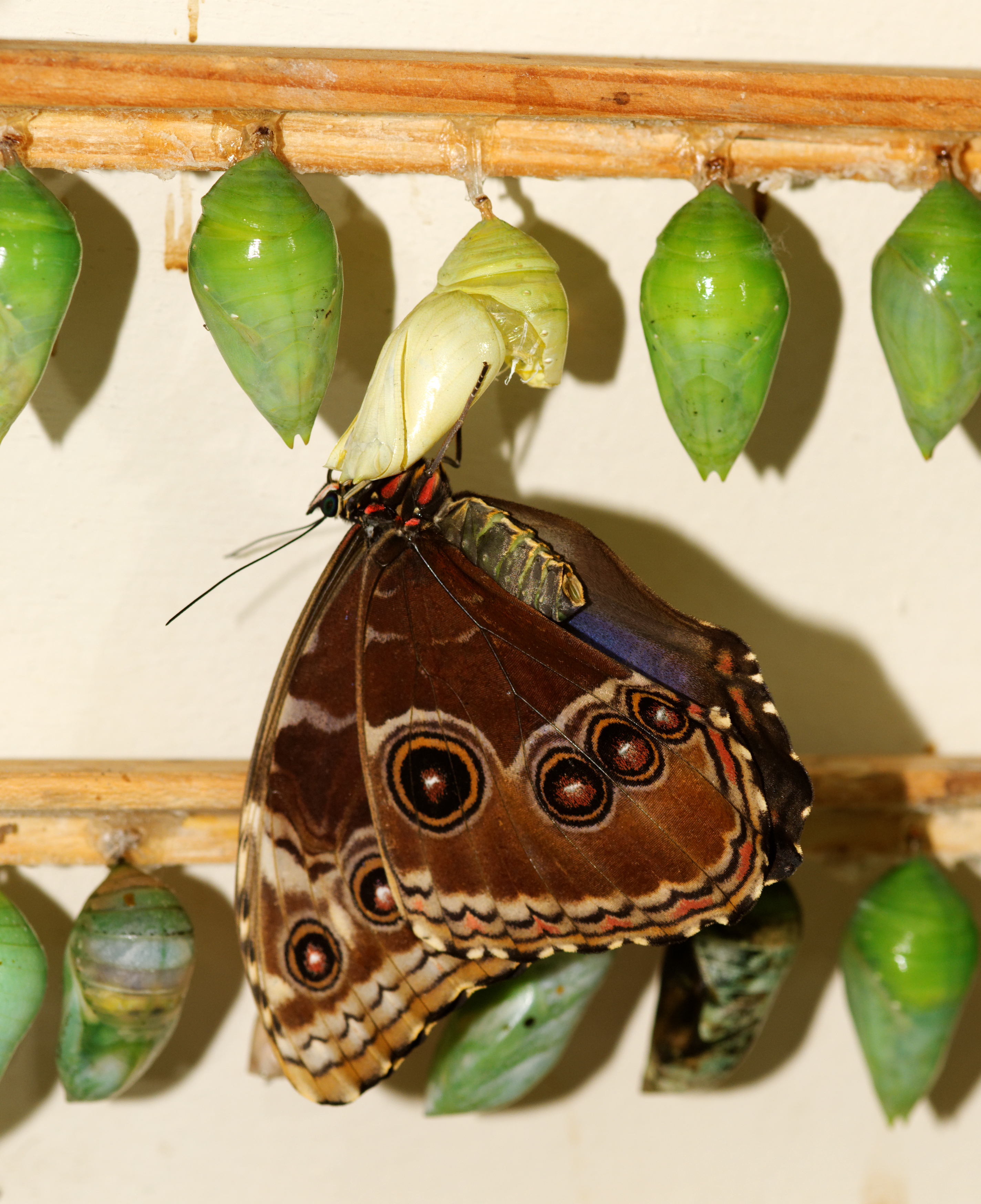
Куколки Morpho helenor peleides и недавно вышедшая из одной из них бабочка

Самцы Morpho theseus во время ухаживания за самками пролетают значительные расстояния в брачном танце: то подлетая сверху, то сзади.
Яйца в форме полусферы зеленоватого цвета, откладываются на листья растений. Для откладывания яиц самки ищут растения, листьями которых будут питаться их гусеницы. Отыскав такое растение, самка откладывает на него лишь одно яйцо. Однако, она иногда может вернуться к прежнему растению повторно, поэтому на одном растении может оказаться несколько яиц. Тело гусениц покрыто пучками ярких волосков. Возле передней пары ног гусеницы расположены железы, из которых она при опасности выделяет жидкость с неприятным запахом, отпугивающим многих хищников. Гусеницы Morpho aega кормятся листьями бамбука (семейство злаков), Morpho menelaus питаются листьями растений рода эритроксилум (семейство эритроксиловые порядка мальпигиецветных), Morpho cypris — растения Inga marginata (подсемейство мимозовых семейства бобовых), Morpho epistrophus — также растений рода инга, Morpho rhetenor — растений рода Macrolobium (подсемейство Detarioideae семейства бобовых), Morpho helenor peleides — листьями мукуны, дальбергии и птерокарпуса (подсемейство мотыльковых семейства бобовых). Гусеницы Morpho cypris выделяют из расположенной в верхней части груди железы прозрачную жидкость, которой смазывают волоски на голове. Возможно, запах этой жидкости сигнализирует другим гусеницам, что растение уже занято. В то же время, гусеницы Morpho epistrophus живут на деревьях в сообществе в большом гнезде из листьев.
Куколка гладкая, блестящая, зелёного цвета, внешним видом напоминает плоды растений.
Бабочки Morpho theseus часто становятся жертвами паразитических мух, личинки которых развиваются в брюшке самок.

## Отлов
Крупные и яркие бабочки морфо пользуются огромным спросом, каждый год в природе вылавливаются и продаются туристам миллионы этих бабочек, в частности вида Morpho aega. Ловцы, отлавливающие морфо в природе часто приманивают их, например, бананами, выдержанными в сахарном сиропе. Напившиеся забродившего сока бабочки хмелеют, иногда на столько, что их можно брать руками. С такой приманки бабочка взлетает обычно неуверенными зигзагами и спешит присесть в тени. Из красочных ярких крыльев морфо делают ювелирные украшения, составляют коллажи. При отлове, например, бабочек Morpho aega используются только крылья самцов. Несмотря на неконтролируемую охоту, этому виду исчезновение пока не угрожает.

## Классификация
Ранее род Morpho выделялся в самостоятельное монотипное семейство морфид (Morphidae). В настоящее время его либо относят к трибе Morphini подсемейства Satyrinae семейства нимфалид, либо данную трибу выделяют в отдельное подсемейство морфид семейства Nymphalidae.

### Виды
Среди лепидоптерологов нет единого мнения по поводу количества видов в роде морфо, разные авторы выделяют от 29 до 84—88 видов в зависимости от ранга, в котором рассматривается тот или иной таксон — вида, подвида или синонима другого таксона. Все виды разделяют на несколько подродов и групп видов. Ниже приведен список таксонов, которые всеми исследователями однозначно признаются самостоятельными видами, а также их подвидов, некоторые из которых часто также рассматриваются в качестве отдельных видов:
| Иллюстрация                                                                | Виды                                                 | Подвиды | Ареал |
| -------------------------------------------------------------------------- | ---------------------------------------------------- | --- | --- |
| Подрод Iphimedeia                                                          |                                                      | | |
| Группа hercules                                                            |                                                      | | |
|                                                                            | Morpho amphitryon Staudinger, 1887 — Морфо амфитрион | Morpho amphitryon amphitryon Staudinger, 1887 Morpho amphitryon susarion Fruhstorfer, 1912 Morpho amphitryon cinereus Duchêne, 1985 | Боливия, Перу |
|                                                                            | Morpho hercules (Dalman, 1823) — Морфо геркулес      | | юг Бразилии, Парагвай |
|                                                                            | Morpho richardus Fruhstorfer, 1898                   | | юго-восток Бразилии |
| Группа hecuba                                                              |                                                      | | |
|                                                                            | Morpho cisseis C. & R. Felder, 1860 — Морфо киссеида | Morpho cisseis cisseis C. & R. Felder, 1860 Morpho cisseis phanodemus Hewitson, 1869 — Морфо киссеида фанодемус Morpho cisseis gahua Blandin, 1988 — Морфо киссеида гахуа | Колумбия, Эквадор, Боливия, Перу, север и центр Бразилии |
| Morpho hecuba hecuba                                                       | Morpho hecuba (Linnaeus, 1771) — Морфо гекуба        | Morpho hecuba hecuba (Linnaeus, 1771) Morpho hecuba obidonus Fruhstorfer, 1905 Morpho hecuba polyidos Fruhstorfer, 1912 Morpho hecuba werneri Hopp, 1921 | Венесуэла, Колумбия, Эквадор, север Бразилии |
| Группа telemachus                                                          |                                                      | | |
| Morpho telemachus telemachus                                               | Morpho telemachus (Linnaeus, 1758) — Морфо телемах   | Morpho telemachus telemachus (Linnaeus, 1758) Morpho telemachus iphiclus C. & R. Felder, 1862 Morpho telemachus lilianae Le Moult, 1927 | Гайана, Французская Гвиана, Суринам, Венесуэла, Боливия, Колумбия, север Бразилии |
| Morpho theseus justitiae                                                   | Morpho theseus Deyrolle, 1860 — Морфо тесей          | Morpho theseus theseus Deyrolle, 1860 Morpho theseus aquarius Butler, 1872 Morpho theseus claritae Neild, 2008 Morpho theseus heraldica Niepelt, 1927 Morpho theseus justitiae Salvin & Godman, 1868 Morpho theseus juturna Butler, 1870 Morpho theseus oaxacensis Le Moult & Réal, 1962 Morpho theseus pacificus Krüger, 1925 Morpho theseus perlmani Neild, 2001 Morpho theseus schweizeri (Maza, 1987) Morpho theseus triangulifera Le Moult & Réal, 1962 Morpho theseus yaritanus Fruhstorfer, 1912 | юг Мексики, Коста-Рика, Гватемала, Гондурас, Панама, Венесуэла, Колумбия, Эквадор |
| Подрод Iphixibia                                                           |                                                      | | |
|                                                                            | Morpho anaxibia (Esper, 1801) — Морфо анаксибия      | | юг Бразилии |
| Подрод Cytheritis                                                          |                                                      | | |
| Группа sulkowskyi                                                          |                                                      | | |
|                                                                            | Morpho sulkowskyi Kollar, 1850 — Морфо Сульковского  | Morpho sulkowskyi sulkowskyi Kollar, 1850 Morpho sulkowskyi sirene Niepelt, 1911 Morpho sulkowskyi hoppiana Niepelt, 1923 Morpho sulkowskyi selenaris Le Moult & Réal, 1962 | Колумбия, Эквадор, Перу |
| Группа lympharis                                                           |                                                      | | |
| Morpho lympharis eros                                                      | Morpho lympharis Butler, 1873                        | Morpho lympharis lympharis Butler, 1873 Morpho lympharis eros Staudinger, 1892 Morpho lympharis stoffeli Le Moult & Réal, 1962 Morpho lympharis descimokoenigi Blandin, 1993 | Боливия, Перу |
| Группа rhodopteron                                                         |                                                      | | |
|                                                                            | Morpho rhodopteron Godman & Salvin, 1880             | | Колумбия |
| Группа portis                                                              |                                                      | | |
|                                                                            | Morpho portis (Hübner, [1821]) — Морфо портис        | Morpho portis portis (Hübner, [1821]) Morpho portis thamyris C. & R. Felder, 1867 | юго-восток Бразилии, Парагвай |
| Группа zephyritis                                                          |                                                      | | |
|                                                                            | Morpho zephyritis Butler, 1873                       | | Перу |
| Группа aega                                                                |                                                      | | |
|                                                                            | Morpho aega (Hübner, [1822]) — Морфо эгей            | Morpho aega aega (Hübner, [1822]) Morpho aega amargosensis Otero & Soares, 1996 | юг и юго-восток Бразилии, Парагвай |
| Группа adonis                                                              |                                                      | | |
|                                                                            | Morpho eugenia Deyrolle, 1860                        | | северо-восток Французской Гвианы |
|                                                                            | Morpho marcus (Schaller, 1785)                       | Morpho marcus marcus (Schaller, 1785) Morpho marcus major Lathy, 1905 Morpho marcus intermedia Kaye, 1917 | Французская Гвиана, Суринам, Колумбия, Эквадор, Перу, северо-запад Бразилии |
|                                                                            | Morpho uraneis Bates, 1865                           | | Эквадор, север Бразилии |
| Подрод Balachowskyna                                                       |                                                      | | |
|                                                                            | Morpho aurora Westwood, 1851 — Морфо аврора          | Morpho aurora aurora Westwood, 1851 Morpho aurora aureola Fruhstorfer, 1913 | Боливия, Перу |
| ПодродCypritis                                                             |                                                      | | |
| Группа cypris                                                              |                                                      | | |
|                                                                            | Morpho cypris Westwood, 1851 — Морфо киприда         | Morpho cypris cypris Westwood, 1851 Morpho cypris bugaba Staudinger, 1887 Morpho cypris chrysonicus Fruhstorfer, 1913 Morpho cypris aphrodite Le Moult & Réal, 1962 | Никарагуа, Коста-Рика, Панама, Колумбия, Эквадор |
| Группа rhetenor                                                            |                                                      | | |
| Morpho rhetenor rhetenor Morpho rhetenor helena                            | Morpho rhetenor (Cramer, [1775]) — Морфо ретенор     | Morpho rhetenor rhetenor (Cramer, [1775]) Morpho rhetenor cacica Staudinger, 1876 Morpho rhetenor helena Staudinger, 1890 (= Morpho helena Staudinger, 1890) Morpho rhetenor columbianus Krüger, 1925 Morpho rhetenor equatenor Le Moult & Réal, 1962 Morpho rhetenor subtusmurina Le Moult & Réal, 1962 Morpho rhetenor hightoni Neild, 2008 | Французская Гвиана, Суринам, Венесуэла, Колумбия, Эквадор, Перу, север и центр Бразилии |
| Подрод Bessonia                                                            |                                                      | | |
| Группа polyphemus                                                          |                                                      | | |
|                                                                            | Morpho polyphemus Westwood, [1850] — Морфо полифем   | Morpho polyphemus polyphemus Westwood, [1850] Morpho polyphemus luna Butler, 1869 Morpho polyphemus catalina Corea & Chacon, 1984 | центр и юг Мексики, Гватемала, Никарагуа, Коста-Рика, Гондурас |
| Группа catenaria                                                           |                                                      | | |
| Morpho epistrophus catenaria                                               | Morpho epistrophus (Fabricius, 1796)                 | Morpho epistrophus epistrophus (Fabricius, 1796) Morpho epistrophus catenaria (Perry, 1811) Morpho epistrophus argentinus Fruhstorfer, 1907 Morpho epistrophus titei Le Moult & Réal, 1962 | восток, юг и запад Бразилии, Уругвай, Парагвай, север Аргентины |
| Подрод Crasseia                                                            |                                                      | | |
| Группа menelaus                                                            |                                                      | | |
| Morpho menelaus amathonte Morpho menelaus coeruleus Morpho menelaus didius | Morpho menelaus (Linnaeus, 1758) — Морфо менелай     | Morpho menelaus menelaus (Linnaeus, 1758) Morpho menelaus alexandrovna Druce, 1874 Morpho menelaus amathonte Deyrolle, 1860 Morpho menelaus argentiferus Fruhstorfer, 1913 Morpho menelaus assarpai Röber, 1903 Morpho menelaus coeruleus (Perry, 1810) Morpho menelaus godartii Guérin-Méneville, [1844] — Морфо Годарта (= Morpho godartii Guérin-Méneville, [1844]) Morpho menelaus didius Hopffer, 1874 — Морфо дидиус (= Morpho didius Hopffer, 1874) Morpho menelaus eberti Weber, 1963 Morpho menelaus julanthiscus Fruhstorfer, 1907 Morpho menelaus kesselringi Fischer, 1962 Morpho menelaus laurellae Neild, 2008 Morpho menelaus neildi Blandin, 2008 Morpho menelaus occidentalis C. & R. Felder, 1862 Morpho menelaus orinocensis Le Moult, 1925 Morpho menelaus terrestris Butler, 1866 Morpho menelaus verae Weber, 1951 Morpho menelaus zischkai Fischer, 1962 | Коста-Рика, Панама, Гайана, Французская Гвиана, Суринам, Венесуэла, Колумбия, Эквадор, Перу, Боливия, большая часть Бразилии |
| Подрод Morpho                                                              |                                                      | | |
| Группа deidamia                                                            |                                                      | | |
| Morpho deidamia deidamia                                                   | Morpho deidamia (Hübner, [1819]) — Морфо деидамия    | Morpho deidamia deidamia (Hübner, [1819]) Morpho deidamia neoptolemus Wood, 1863 Morpho deidamia granadensis C. & R. Felder, [1867] Morpho deidamia polybaptus Butler, 1875 Morpho deidamia pyrrhus Staudinger, 1887 Morpho deidamia electra Röber, 1903 Morpho deidamia hermione Röber, 1903 Morpho deidamia lycanor Fruhstorfer, 1907 Morpho deidamia guaraura Le Cerf, 1925 Morpho deidamia diomedes Weber, 1944 Morpho deidamia diffusa Le Moult & Réal, 1962 Morpho deidamia steinbachi Le Moult & Réal, 1962 Morpho deidamia jacki Neild, 2008 | Коста-Рика, Никарагуа, Панама, Венесуэла, Колумбия, Эквадор, Перу, Боливия, север Бразилии |
| Группа helenor                                                             |                                                      | | |
| Morpho helenor helenor Morpho helenor narcissus Morpho helenor papirius    | Morpho helenor (Cramer, 1776)                        | Morpho helenor helenor (Cramer, 1776) Morpho helenor achillaena (Hübner, [1823]) — Морфо ахиллена Morpho helenor achillides C. & R. Felder, 1867 Morpho helenor anakreon Fruhstorfer, 1910 Morpho helenor charapensis Le Moult & Réal, 1962 Morpho helenor coelestis Butler, 1866 Morpho helenor cortone Fruhstorfer, 1913 Morpho helenor corydon (Cramer, 1776) Morpho helenor guerrerensis Le Moult & Réal, 1962 Morpho helenor insularis Fruhstorfer, 1912 Morpho helenor leontius C. & R. Felder, 1867 Morpho helenor macrophthalmus Fruhstorfer, 1913 Morpho helenor maculata Röber, 1903 Morpho helenor marajoensis Le Moult & Réal, 1962 Morpho helenor marinita Butler, 1872 Morpho helenor montezuma Guenée, 1859 Morpho helenor narcissus Staudinger, 1887 Morpho helenor octavia Bates, 1864 Morpho helenor packeri Neild, 2008 Morpho helenor papirius Hopffer, 1874 Morpho helenor peleides Kollar, 1850 — Морфо пелеида Morpho helenor peleus Röber, 1903 Morpho helenor pindarus Fruhstorfer, 1910 Morpho helenor popilius Hopffer, 1874 Morpho helenor rugitaeniatus Fruhstorfer, 1907 Morpho helenor telamon Röber, 1903 Morpho helenor theodorus Fruhstorfer, 1907 Morpho helenor tucupita Le Moult, 1925 Morpho helenor ululina Le Moult & Réal, 1962 Morpho helenor violaceus Fruhstorfer, 1912 Morpho helenor zonaras Fruhstorfer, 1912 | центр и юг Мексики, Гватемала, Никарагуа, Коста-Рика, Гондурас, Сальвадор, Панама, Французская Гвиана, Суринам, Венесуэла, Колумбия, Эквадор, Боливия, Перу, большая часть Бразилии, острова Тринидад и Тобаго, Парагвай, север Аргентины |
| Группа achilles                                                            |                                                      | | |
|                                                                            | Morpho achilles (Linnaeus, 1758)                     | Morpho achilles achilles (Linnaeus, 1758) Morpho achilles patroclus C. & R. Felder, 1861 Morpho achilles vitrea Butler, 1866 Morpho achilles theodorus Fruhstorfer, 1907 Morpho achilles agamedes Fruhstorfer, 1912 Morpho achilles phokylides Fruhstorfer, 1912 Morpho achilles guaraunos Le Moult, 1925 Morpho achilles fischeri Weber, 1962 Morpho achilles glaisi Le Moult & Réal, 1962 Morpho achilles guerrerensis Le Moult & Réal, 1962 | Французская Гвиана, Суринам, Венесуэла, Колумбия, Боливия, Эквадор, Перу, север и запад Бразилии |
| Виды без подрода и группы                                                  |                                                      | | |
|                                                                            | Morpho absoloni May, 1924                            | | северо-запад Бразилии |
|                                                                            | Morpho athena Otero, 1966                            | | юго-восток Бразилии |
|                                                                            | Morpho niepelti Röber, 1927                          | | Колумбия |